# Michaeloplia michaeli
Michaeloplia michaeli är en skalbaggsart som beskrevs av Marc Lacroix 1997. Michaeloplia michaeli ingår i släktet Michaeloplia och familjen Melolonthidae. Inga underarter finns listade i Catalogue of Life.